# Charleroi
Charleroi (em Valão: Chålerwè ou Tchålerwè) é uma cidade e um município da Bélgica localizado no distrito de Charleroi, na província de Hainaut, a cidade está localizada na junto do rio Sambre. É a maior cidade da região da Valônia, no sul do país, a parte francófona da Bélgica e é a capital do districto de Charleroi que abrange 14 comunas com uma área total de 554,55 km².
Em 1 de Janeiro de 2004, Charleroi tinha um total de 200.608 habitantes (97.034 homens e 103.574 mulheres).
A região metropolitana tem uma população de cerca 500.000. É a quarta maior cidade da Bélgica e a primeira na Valônia (em francês : Wallonie).
Na área da cidade existem jazidas de hulha e possui indústrias siderúrgica, metalúrgica e de maquinaria.
Nesta cidade está localizado o importante Aeroporto de Charleroi Bruxelas Sul, segundo aeródromo mais movimentado da Belgica.

## História
A origem da cidade é uma pequena aldeia chamada Charnoy. Em 1666 os Espanhóis construíram nesta cidade uma fortaleza que foi dado o nome de Charnoy em honra do rei-criança Carlos II.

## Cidades-irmãs
- Hirson, França
- Saint-Junien, França
- Schramberg, Alemanha
- Waldkirch, Alemanha
- Manoppello, Itália
- Casarano, Itália
- Follonica, Itália
- Himeji, Japão
- Donetsk, Ucrânia
- Pittsburgh, Estados Unidos